# 羅德斯島戰記 (OVA)
《羅德斯島戰記》OVA版，是在1990年至1991年間由角川書店、丸紅、東京放送、角川Media Office聯合製作，並在2006年推出復刻版DVD-Video。全篇共13集，其中前8集的内容取材自水野良《羅德斯島戰記》第一卷《灰色的魔女》，後5集取材自《羅德斯島戰記》第三卷《火龍山的魔龍》。

## 工作人員
製作總指揮：角川歷彥
原作：水野良、安田均
企劃：田宮武
角色設定：結城信輝
音樂：荻田光雄
系列構成：渡邊麻實

## 聲優
中文譯名以中國電視公司配音版為主。
潘恩（Parn，聲優：草尾毅、粵配：黎偉明）
港譯：阿巴　　　　
蒂德莉特（Deedlit，聲優：冬馬由美、粵配：黃麗芳）
港譯：姿樂絲蘿　　
基姆（Ghim，聲優：坂口芳貞、粵配：陳曙光）
港譯：占姆　　　　
埃德（Etoh，聲優：山口勝平、粵配：李錦綸）
港譯：安道　　　　
史連（Slayn，聲優：田中秀幸、粵配：陳欣）
港譯：史利欣　　　
伍德傑克（Woodchuck，聲優：若本規夫、粵配：張錦江）
港譯：偉特札爾古　
渥德：大木民夫
法恩國王：阪脩
貝魯特皇帝：石田太郎
卡修國王：池田秀一
阿修拉姆：神谷明
巴古納多：青野武
比蘿天絲：玉川紗己子
卡拉（Karla，聲優：榊原良子、粵配：盧素娟）
希莉絲：高山南
歐爾森：速水獎
旁白：永井一郎、粵配：張炳強

## 音樂
- 片頭曲：「Adesso e Fortuna ～ 炎與永遠」

作詞：新居昭乃
作曲：新居昭乃
編曲：荻田光雄
主唱：Sherry (加藤泉)
- 片尾曲：「風のファンタジア」

作詞：伊藤薰
作曲：伊藤薰
編曲：荻田光雄
主唱：Sherry (加藤泉)
- 插曲：「風と鳥と空」

作詞：新居昭乃
作曲：新居昭乃
編曲：荻田光雄
主唱：新居昭乃

## 各篇標題
第01話：通往傳說的序章
第02話：火炎的出發
第03話：黑衣的騎士
第04話：灰色的魔女
第05話：砂漠的國王
第06話：暗黑王的劍
第07話：英雄戰爭
第08話：戰士的鎮魂歌
第09話：支配的王錫
第10話：火龍山的魔龍
第11話：魔導師的野心
第12話：決戰！暗黑之島
第13話：灼熱的大地

## 各地播映期間
- 香港無綫電視翡翠台：1996年1月7日至3月30日在「超動感OVA特區」時段首播。
- 中國電視公司：1997年2月2日至1997年4月27日在台灣首播。

| 香港 翡翠台 星期六 11:15－11:45 「超動感OVA特區」 | 香港 翡翠台 星期六 11:15－11:45 「超動感OVA特區」 | 香港 翡翠台 星期六 11:15－11:45 「超動感OVA特區」 |
| ------------------------------------------------- | ------------------------------------------------- | ------------------------------------------------- |
|                                                   | 羅德島戰記 （1996年1月7日－1996年3月30日）        |                                                   |
| 高智能方程式之超級雷神 （1995年11月25日－1995年12月30日）     | 青空少女隊 （1996年4月9日）                       |                                                   |